# Coppa del Generalissimo 1952 (hockey su pista)
La Coppa del Generalissimo 1952 è stata la 9ª edizione della principale coppa nazionale spagnola di hockey su pista. Il torneo ha avuto luogo dal 29 al 31 marzo 1952.
Il trofeo è stato vinto dal Reus Deportiu per la prima volta nella sua storia superando in finale l'Espanyol.

## Squadre qualificate
- Alcañiz
- Azor
- Barcellona
- Delicias

- Espanyol
- Peña Valencianista
- Reus Deportiu
- Turó

## Risultati

### Quarti di finale
| Squadra 1     | Risultato | Squadra 2          |
| ------------- | --------- | ------------------ |
| 29 marzo 1952 |           |                    |
| Alcañiz       | n.d.      | Espanyol           |
| Azor          | 0 - 2     | Turó               |
| Barcellona    | 9 - 0     | Peña Valencianista |
| Delicias      | 2 - 8     | Reus Deportiu      |

### Semifinali
| Squadra 1     | Risultato | Squadra 2     |
| ------------- | --------- | ------------- |
| 30 marzo 1952 |           |               |
| Barcellona    | 1 - 5     | Reus Deportiu |
| Espanyol      | 4 - 2     | Turó          |

### Finale
| Barcellona 31 marzo 1952 | Espanyol | 1 – 2 | Reus Deportiu |  |